# Liste der Biografien/Tap
Liste der Biografien |
Portal Biografien |
Personensuche
# |
A |
B |
C |
D |
E |
F |
G |
H |
I |
J |
K |
L |
M |
N |
O |
P |
Q |
R |
S |
T |
U |
V |
W |
X |
Y |
Z |
?
 
Ta |
Tc |
Te |
Tf |
Tg |
Th |
Ti |
Tj |
Tk |
Tl |
Tm |
To |
Tq |
Tr |
Ts |
Tu |
Tv |
Tw |
Tx |
Ty |
Tz
 
Taa |
Tab |
Tac |
Tad |
Tae |
Taf |
Tag |
Tah |
Tai |
Taj |
Tak |
Tal |
Tam |
Tan |
Tao |
Tap |
Taq |
Tar |
Tas |
Tat |
Tau |
Tav |
Taw |
Tax |
Tay |
Taz
Die Liste der Biografien führt alle Personen auf, die in der deutschsprachigen Wikipedia einen Artikel haben. Dieses ist eine Teilliste mit 166 Einträgen von Personen, deren Namen mit den Buchstaben „Tap“ beginnt.

## Tap
- Tap, Wim (1903–1979), niederländischer Fußballspieler

### Tapa
- Tapajós, Sebastião (1943–2021), brasilianischer Gitarrist und Komponist
- Ťapák, Martin (1926–2015), slowakischer Regisseur, Schauspieler, Drehbuchautor und Choreograph
- Tapalagă, Rodica (1939–2010), rumänische Schauspielerin
- Tapalagă, Ștefan (1933–1994), rumänischer Schauspieler
- Tapalazunauli, Bruder von Piyama-Kurunta und ein Sohn von Uḫḫaziti, dem letzten König von Arzawa
- Tapales, Marlon (* 1992), philippinischer Boxer im Fliegengewicht
- Tapalović, Filip (* 1976), kroatischer Fußballspieler
- Tapalović, Toni (* 1980), deutscher Fußballspieler
- Tapanainen, Jaakko (* 2001), finnischer Skirennläufer
- Tapani, Susanna (* 1993), finnische Eishockey-, Ringette-, Inlinehockey- und Fußballspielerin
- Țapardel, Claudia (* 1983), rumänische Politikerin (Partidul Social Democrat), MdEP
- Taparelli d’Azeglio, Luigi (1793–1862), italienischer Jesuit
- Taparelli d’Azeglio, Vittorio Emanuele (1816–1890), italienischer Diplomat und Senator

### Tape
- Tape, Axel (* 2007), französisch Fußballspieler
- Tape, Gerald F. (1915–2005), US-amerikanischer Physiker
- Tapert, Maggie (* 1947), Schweizer Expertin für weibliche Sexualität
- Tapert, Robert G. (* 1955), US-amerikanischer Film- und Fernsehproduzent, Autor, Regisseur und Schauspieler
- Tapete (* 1983), deutscher Rapper

### Tapf
- Tapfer, Siegfried (1900–1981), österreichischer Gynäkologe

### Taph
- Taphorn, Donald C. (* 1951), US-amerikanischer Ichthyologe

### Tapi
- Tapia Díaz, Humberto (* 1960), peruanischer Geistlicher, römisch-katholischer Bischof von Chachapoyas
- Tapia Díaz, Sandra (* 1983), spanische Filmproduzentin
- Tapia García, Héctor (* 1957), mexikanischer Fußballspieler
- Tapia, Agustín (* 1999), argentinischer PadelspielerAgustín Tapia (* 1999)

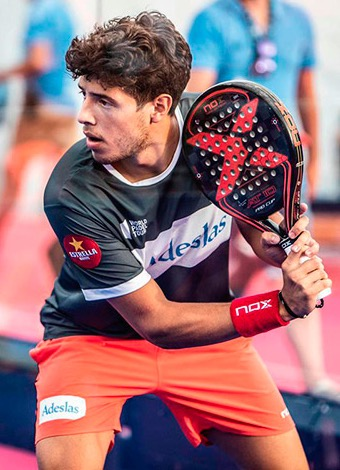
Agustín Tapia (* 1999)

- Tapia, Alonso (* 2002), mexikanischer Eishockeyspieler
- Tapia, Andrés de († 1561), spanischer Konquistador
- Tapia, Antonio (* 1949), spanischer Fußballtrainer und Ex-Spieler
- Tapia, Bastián (* 2002), chilenischer Fußballspieler
- Tapia, Brayan (* 1998), chilenischer Rollstuhltennisspieler
- Tapia, Carlos (* 1962), argentinischer Fußballspieler
- Tapia, Gonzalo (* 2002), chilenischer Fußballspieler
- Tapia, Héctor (* 1977), chilenisch-italienischer Fußballspieler
- Tapia, Ignacio (* 1999), chilenischer Fußballspieler
- Tapia, Johnny (1967–2012), US-amerikanischer Boxer
- Tapia, José (* 1905), kubanischer Fußballtrainer
- Tapia, Juan Carlos (* 1977), chilenischer Fußballspieler
- Tapia, Keith (* 1990), puerto-ricanischer Boxer im Cruisergewicht
- Tapia, Manuel (1835–1915), chilenischer Maler
- Tapia, Marcelo (* 1992), uruguayischer Fußballspieler
- Tapia, Margarita (* 1976), mexikanische Langstreckenläuferin
- Tapia, Nelson (* 1966), chilenischer Fußballspieler
- Tapia, Priscilla (* 1991), costa-ricanische Fußballtorhüterin
- Tapia, Ramón (1932–1984), chilenischer Boxer
- Tapia, Ramón (* 1972), chilenischer Fußballspieler
- Tapia, Renato (* 1995), peruanischer Fußballspieler
- Tapia, Ricardo Samuel (* 1981), mexikanischer Straßenradrennfahrer
- Tapia, Richard A. (* 1939), US-amerikanischer Mathematiker
- Tapia, Rodrigo (* 1988), chilenischer Fußballspieler
- Tapia, Rodrigo (* 1994), argentinischer Fußballspieler
- Tapia, Yoel (* 1984), dominikanischer Sprinter
- Tapias, Estefanía (* 1988), kolumbianische Klimaforscherin und Unternehmerin
- Tapias, Miguel (* 1997), mexikanischer Fußballspieler
- Tapie, Bernard (1943–2021), französischer Politiker und GeschäftsmannBernard Tapie (1943–2021)

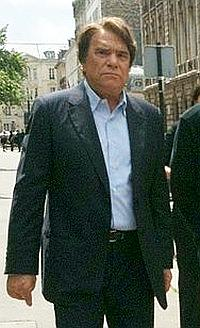
Bernard Tapie (1943–2021)

- Tapie, Georges (1910–1964), französischer Ruderer
- Tapié, Michel (1909–1987), französischer Kunstkritiker, Ausstellungskurator und Kunsttheoretiker
- Tapiedi, Lucian (1921–1942), papua-neuguineischer Lehrer, anglikanischer Märtyrer
- Tàpies, Antoni (1923–2012), spanischer Maler
- Tapihritsa, Hauptmeister der Dzogchen-Linie des Zhang Zhung
- Tapinas, Andrius (* 1977), litauischer Gesellschaftsaktivist und Journalist
- Tapinas, Jonas Laimonas (1944–2022), litauischer Autor, Historiker und Journalist
- Tapio, Eero (1941–2022), finnischer Ringer
- Tapio, Inghilda (* 1946), samische Autorin, Übersetzerin, Künstlerin und Schauspielerin in Schweden
- Tapio, Juha (* 1974), finnischer Musiker
- Tapio, Kari (1945–2010), finnischer Sänger
- Tapiovaara, Ilmari (1914–1999), finnischer Innenarchitekt und Designer
- Tapiovaara, Keijo (1939–2019), finnischer Eisschnellläufer
- Tapiovaara, Nyrki (1911–1940), finnischer Filmregisseur
- Tapiró i Baró, Josep (1836–1913), katalanischer Maler und Aquarellist
- Tapissier, Edmond (1861–1943), französischer Maler und Illustrator
- Tapissier, Jean, französischer Dichter und Komponist der burgundischen Schule im späten Mittelalter

### Tapk
- Tapken, Arthur (1864–1945), deutscher Marineoffizier
- Tapken, Kai Uwe (* 1965), deutscher Militärhistoriker

### Tapl
- Taplin, Bralon (* 1992), grenadischer Sprinter
- Taplin, George (1831–1879), Missionar bei den Ngarrindjeri

### Tapn
- Tapner, Rory (* 1959), englischer Finanzmanager

### Tapo
- Tapó, Maria († 1975), osttimoresische Frauenrechtlerin und Unabhängigkeitsaktivistin
- Tapola, Jarkko (* 1944), finnischer Sprinter
- Tapolski, Hans-Joachim (1897–1966), deutscher Jurist, Ministerialrat und Landrat
- Taponier, Alexandre Camille (1749–1831), französischer General
- Taposh, Fazle Noor (* 1971), bangladeschischer Politiker

### Tapp
- Tapp, Christian (* 1975), deutscher römisch-katholischer Theologe
- Tapp, Darryl (* 1984), US-amerikanischer American-Football-Spieler
- Tapp, Frank (1883–1953), britischer Komponist und Pianist
- Tapp, Hannah (* 1995), US-amerikanische Volleyballspielerin
- Tapp, Ian, britischer Tonmeister
- Täpp, Nils (1917–2000), schwedischer Skilangläufer
- Tapp, Paige (* 1995), US-amerikanische Volleyballspielerin
- Tappan, Anna Helen (1888–1971), US-amerikanische Mathematikerin und Hochschullehrerin
- Tappan, Benjamin (1773–1857), US-amerikanischer Jurist und Politiker
- Tappan, Caroline Sturgis (1818–1888), amerikanische Dichterin
- Tappan, James Camp (1825–1906), US-amerikanischer Politiker und General der Konföderierten im Sezessionskrieg
- Tappan, Mason (1817–1886), US-amerikanischer Politiker
- Tappe, Carl (1816–1885), deutscher Architekt und Baubeamter, Stadtbaurat in Braunschweig
- Tappe, Erika (1939–2019), deutsche Künstlerin
- Tappe, Hans-Christian (* 1943), deutscher Künstler
- Tappe, Henning (* 1975), deutscher Rechtswissenschaftler und Hochschullehrer
- Tappe, Holger (* 1969), deutscher Filmproduzent und -regisseur von Animationsfilmen
- Tappe, Horst (1938–2005), deutscher Fotograf
- Tappe, Jacob (1603–1680), deutscher Mediziner und Professor für Medizin der Universität Helmstedt
- Tappe, Joachim (1942–2012), deutscher Politiker (SPD), MdB
- Tappe, Lore (1934–2014), deutsche Schauspielerin und Hörspielsprecherin
- Tappe, Ulrich (1908–1977), deutscher Architekt und Wilhelmshavener Stadtbaurat
- Tappe, Wilhelm (1769–1823), deutscher Architekt, Grafiker, lippischer Baubeamter, Architekturtheoretiker und Dichter
- Tappehorn, Franz (1785–1856), deutscher Jurist und Politiker
- Tappeiner, Daniel (* 1983), italienischer Schriftsteller
- Tappeiner, Franz (1816–1902), österreichischer Arzt, Botaniker und AnthropologeFranz Tappeiner (1816–1902)

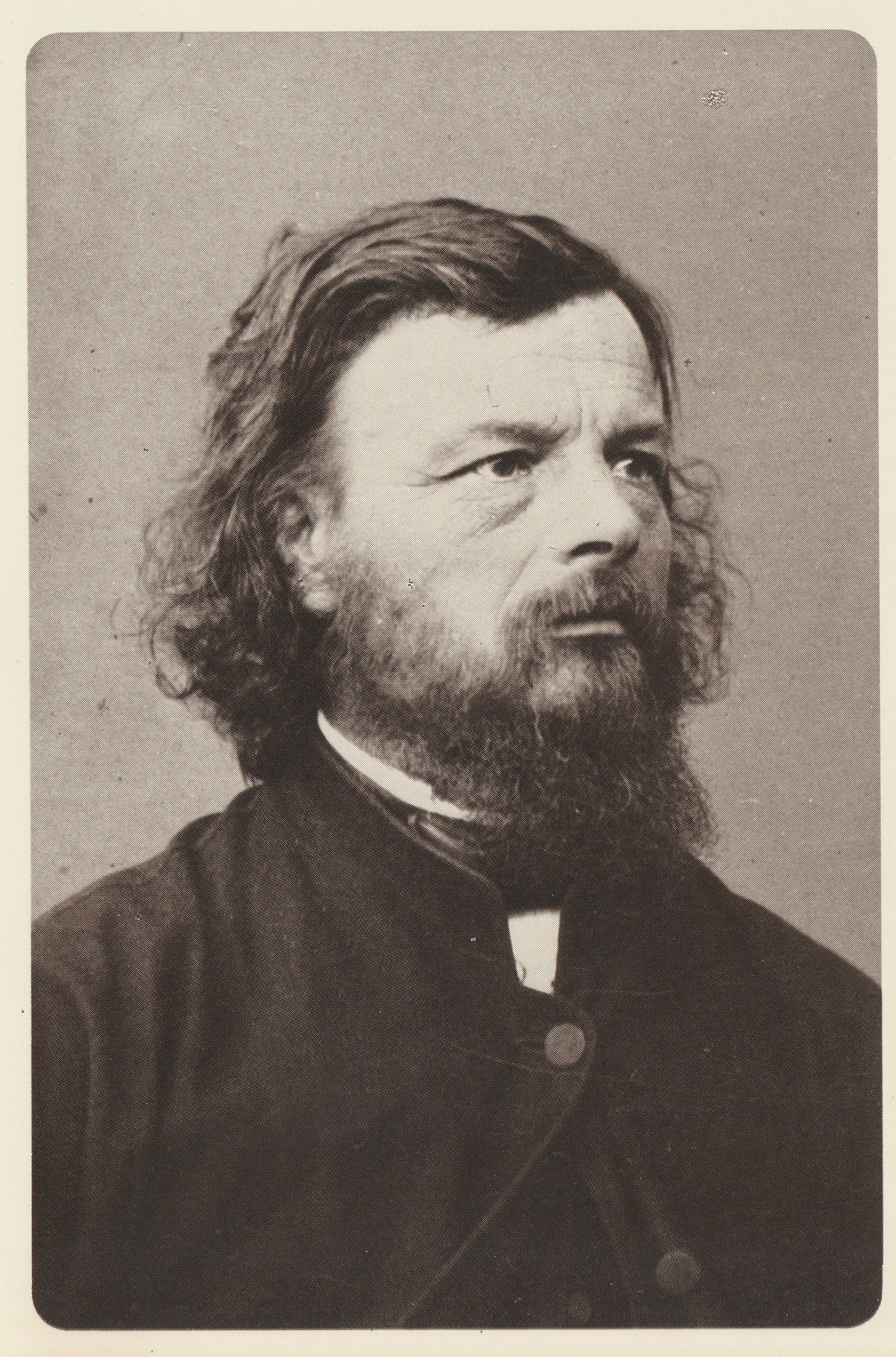
Franz Tappeiner (1816–1902)

- Tappeiner, Hermann von (1847–1927), österreichisch-deutscher Mediziner und Pharmakologe
- Tappeiner, Ulrike (* 1959), italienische Biologin (Südtirol)
- Tappen, Gerhard (1866–1953), deutscher General der Artillerie
- Tappen, Johann Peter (1678–1754), deutscher Jurist und Bürgermeister von Hannover (1717–1719)
- Tappen, Theda (1876–1963), deutsche Heimatforscherin, Stadtarchivarin und Priorin des Stifts Neuwerk
- Tappen, Theodor (1835–1898), deutscher Jurist und Bürgermeister
- Tappenbeck, Friedrich (1820–1893), deutscher Politiker und Justizminister des Großherzogtums Oldenburg
- Tappenbeck, Hans (1861–1889), deutscher Offizier und Afrikaforscher
- Tappenbeck, Karl (1858–1941), Oberbürgermeister von Oldenburg
- Tappenbeck, Max (1864–1902), deutscher Verwaltungsbeamter
- Tapper, Börje (1922–1981), schwedischer Fußballspieler
- Tapper, Brad (* 1978), kanadischer Eishockeyspieler und -trainer
- Tapper, Franz (1886–1976), deutscher Filmproduzent
- Tapper, Holger (* 1972), deutscher Moderator
- Tapper, Jake (* 1969), US-amerikanischer Journalist und Fernsehmoderator
- Tapper, Megan (* 1994), jamaikanische Hürdenläuferin
- Tapper, Melissa (* 1990), australische Tischtennisspielerin
- Tapper, Ruard (1487–1559), niederländischer Theologe
- Tapper, Staffan (* 1948), schwedischer Fußballspieler
- Tappert, Eleonore (1897–1977), deutsche Schauspielerin und Synchronsprecherin
- Tappert, Georg (1880–1957), deutscher expressionistischer Maler
- Tappert, Heinz (* 1928), deutscher Offizier, Generalleutnant der NVA
- Tappert, Horst (1923–2008), deutscher SchauspielerHorst Tappert (1923–2008)

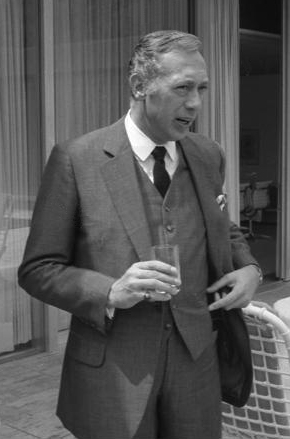
Horst Tappert (1923–2008)

- Tappert, Horst J. (1939–2006), deutscher Filmemacher und Puppengestalter
- Tappert, Wilhelm (1830–1907), deutscher Musikschriftsteller und Komponist
- Tappeser, Beatrix (* 1954), deutsche Biologin und Politikerin
- Tappeser, Klaus (* 1957), deutscher Politiker (CDU)
- Tappeser, Rainer (* 1941), deutscher Künstler
- Tappin, Ashley (* 1974), US-amerikanische Schwimmerin
- Tapping, Amanda (* 1965), kanadische Schauspielerin, Produzentin und Regisseurin britischer HerkunftAmanda Tapping (* 1965)

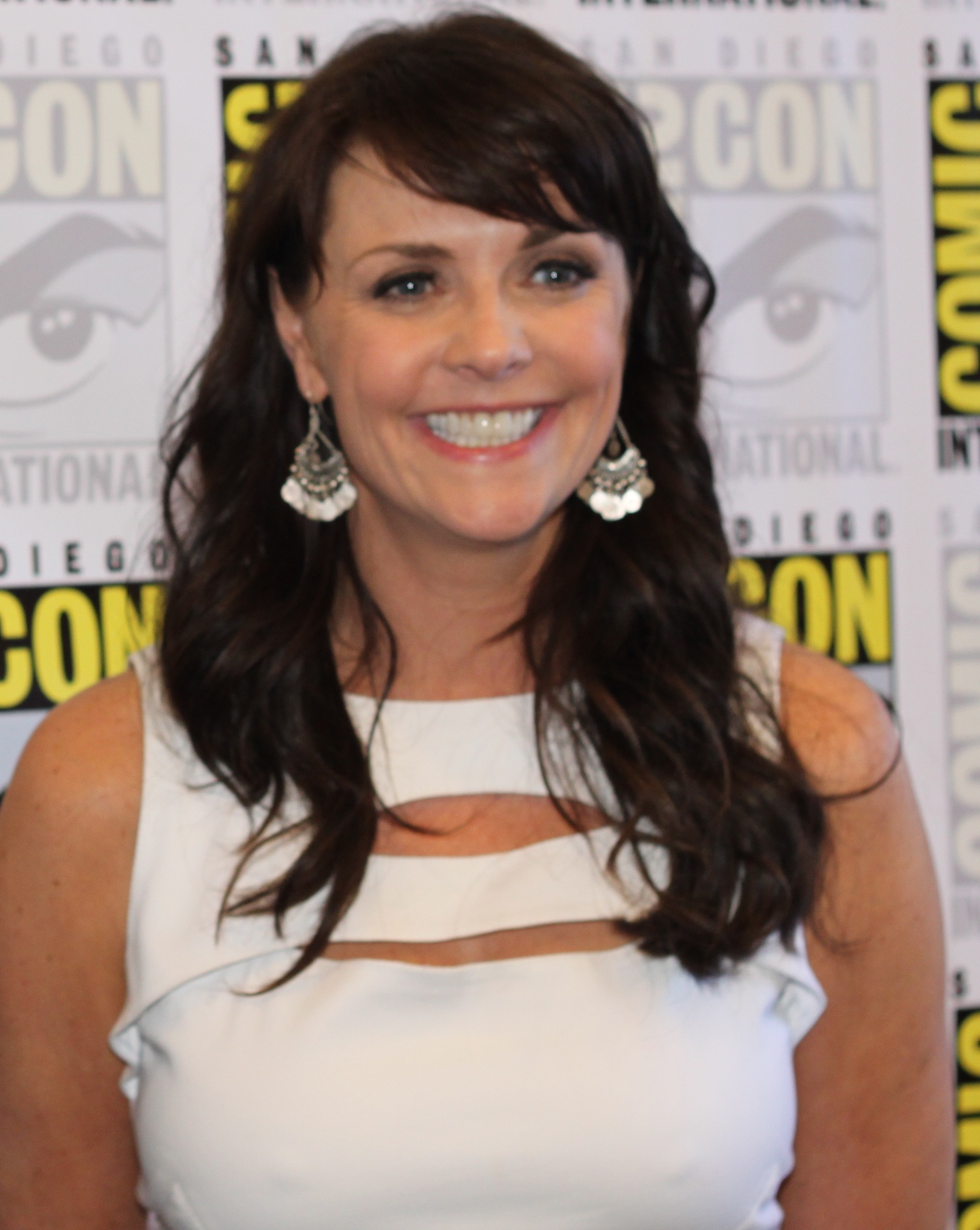
Amanda Tapping (* 1965)

- Tappius, Burchard (1634–1698), deutscher lutherischer Theologe und Kirchenhistoriker
- Tappo-Treial, Liis (* 1970), estnische Schauspielerin
- Tappolet, Bertha (1897–1947), Schweizer Malerin, Illustratorin, Keramikerin und Kunsthandwerkerin.
- Tappolet, Ernst (1870–1939), Schweizer Romanist und Lexikograph
- Tapponnier, Paul (1947–2023), französischer Geologe
- Tappouni, Ignatius Gabriel I. (1879–1968), irakischer Kardinal der römisch-katholischen Kirche, Prälat der Syrisch-Katholischen Kirche
- Tapputi, erste Chemikerin und Parfümeurin
- Tappy, Duncan (* 1984), britischer Rennfahrer
- Tappy, Eric (1931–2024), Schweizer Opernsänger (Tenor)
- Tappy, José-Flore (* 1954), Schweizer Schriftstellerin und Übersetzerin

### Tapr
- Tapray, Jean-François, französischer Organist, Pianist und Komponist der Klassik

### Taps
- Tapscott, Derek (1932–2008), walisischer Fußballspieler
- Tapscott, Don (* 1947), kanadischer Hochschullehrer, Autor
- Tapscott, Horace (1934–1999), US-amerikanischer Jazzpianist und -komponist
- Tapscott, Lionel (1894–1934), südafrikanischer Tennisspieler
- Tapsell, Carlyle (1909–1975), indischer Hockeyspieler
- Tapsoba, Adrien (1933–2002), burkinischer Fußballfunktionär
- Tapsoba, Basile (* 1942), burkinischer Geistlicher, emeritierter römisch-katholischer Bischof von Koudougou
- Tapsoba, Denis (1916–2008), burkinischer Ordensgeistlicher, römisch-katholischer Bischof von Ouahigouya in Burkina Faso
- Tapsoba, Edmond (* 1999), burkinischer FußballspielerEdmond Tapsoba (* 1999)

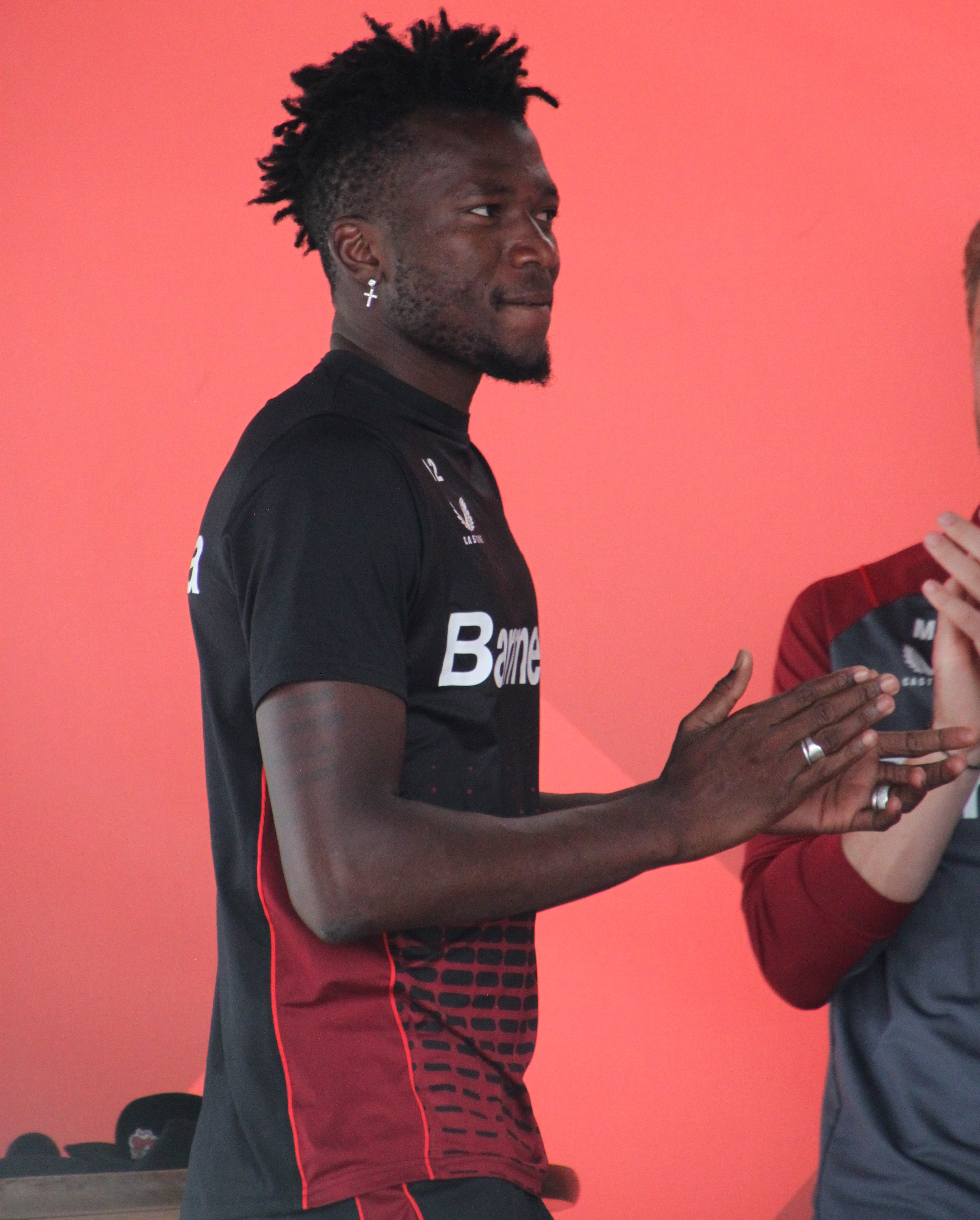
Edmond Tapsoba (* 1999)

### Tapt
- Taptuna, Peter, kanadischer Politiker

### Tapu
- Tapu, Ciprian (* 1991), rumänischer Eishockeyspieler
- Țapu, Codrin (* 1973), rumänischer Psychologe
- Țapu, Nicolae (1907–1974), rumänischer Radrennfahrer
- Tapu, Turgay (* 1982), deutscher Fußballtorhüter
- Tapušković, Nataša (* 1975), jugoslawisch-serbische Aktrice
- Tapuy Papa, César Cristóbal (* 1960), ecuadorianischer Verbandsfunktionär

### Tapy
- Tapy, Yvon (* 1939), französischer Unternehmer und Autorennfahrer
- Tapyuli, Ohannes (* 1944), türkisch-armenischer Künstler